# Stamp On It (bài hát)
Stamp On It là ca khúc của nhóm nhạc nữ Hàn Quốc Got the Beat và cũng là ca khúc chủ đề cho mini-album đầu tay cùng tên của nhóm, do SM Entertainment phát hành vào ngày 16 tháng 1 năm 2023. Là ca khúc thuộc thể loại dance trên nền nhạc R&B và hip-hop, ca khúc gợi lên câu chuyện về sự sinh tồn để leo lên vị trí cao nhất trong cuộc cạnh tranh trên sân khấu khốc liệt.

## Bối cảnh và phát hành
Ngày 23 tháng 12 năm 2022, SM Entertainment thông báo Got the Beat sẽ phát hành một bài hát mới vào tháng 1 năm 2023. Ngày 29 tháng 12, có thông báo rằng họ sẽ phát hành mini album đầu tiên mang tên Stamp on It với đĩa đơn chính cùng tên vào ngày 16 tháng 1 năm 2023. Vào ngày 2 tháng 1 năm 2023, lịch trình quảng bá cho ca khúc cũng như album đã được công bố. Vào ngày 15 tháng 1, teaser cho MV của ca khúc đã được phát hành. Bài hát cùng với mini album và MV được ra mắt vào ngày 16 tháng 1.

## Sáng tác
"Stamp on It" do Dem Jointz, Tayla Parx và Yoo Young-jin sáng tác, với Jointz và Yoo thực hiện sản xuất ca khúc. Bài hát được mô tả là một bài hát thuộc dòng nhạc dance dựa trên nền nhạc R&B và hip-hop đặc trưng, kết hợp với "nhịp piano và bass", với lời bài hát gợi lên câu chuyện về "sự sinh tồn để leo lên vị trí cao nhất trong cuộc cạnh tranh trên sân khấu khốc liệt". "Stamp on It" được sáng tác theo cung Fa thứ, với nhịp độ 143 nhịp mỗi phút.

## Trình diễn thương mại
"Stamp on It" ra mắt ở vị trí thứ 80 trên Circle Digital Chart của Hàn Quốc trong bảng xếp hạng phát hành từ ngày 15 đến ngày 21 tháng 1 năm 2023; trên bảng xếp hạng thành phần, bài hát ra mắt ở vị trí thứ 6 trên Circle Download Chart và thứ 106 trên Circle Streaming Chart. Tại Nhật Bản, bài hát ra mắt ở vị trí thứ 69 trên Billboard Japan Top Download Songs trong bảng xếp hạng phát hành ngày 25 tháng 1 năm 2023.

## Quảng bá
Trước khi phát hành Stamp on It, nhóm đã biểu diễn bài hát tại SM Town Live 2023: SMCU Palace at Kwangya vào ngày 1 tháng 1 năm 2023. Sau đó, họ đã biểu diễn bài hát vào ngày 19 tháng 1, tại M Countdown của Mnet và tại Lễ trao giải Giải thưởng Âm nhạc Seoul lần thứ 32.

## Xếp hạng
| Bảng xếp hạng (2023)             | Vị trí cao nhất |
| -------------------------------- | --------------- |
| Japan Download (Billboard Japan) | 69              |
| Singapore Regional (RIAS)        | 23              |
| South Korea (Circle)             | 80              |

## Lịch sử phát hành
| Địa điểm | Ngày             | Định dạng                | Nhãn đĩa   |
| -------- | ---------------- | ------------------------ | ---------- |
| Toàn cầu | 16 tháng 1, 2023 | Tải nhạc phát trực tuyến | SM Dreamus |